# Zielonka (Szczytno)
Zielonka (deutsch Zielonken, 1912 bis 1938 Seelonken, 1938 bis 1945 Ulrichssee) ist ein Dorf in der polnischen Woiwodschaft Ermland-Masuren. Es gehört zur Gmina Szczytno (Landgemeinde Ortelsburg) im Powiat Szczycieński (Kreis Ortelsburg).

## Geographische Lage
Zielonka liegt am Jezioro Zieloneckie in der südlichen Mitte der Woiwodschaft Ermland-Masuren, fünf Kilometer nordöstlich der Kreisstadt Szczytno (deutsch Ortelsburg).

## Geschichte
Nach der Überlieferung hat der Hochmeister des Deutschen Ordens Ulrich von Jungingen im späteren Zelonnen, nach 1785 Zelonken, „seinem getreuen Preiwis“ Land verschrieben. Hochmeister Paul von Rußdorf bestätigt 1427 dieses Privileg.
1874 kam Zielonken zum neu errichteten Amtsbezirk Schöndamerau (polnisch Trelkowo), der bis 1945 bestand und zum Kreis Ortelsburg im Regierungsbezirk Königsberg (ab 1905: Regierungsbezirk Allenstein) in der preußischen Provinz Ostpreußen gehörte.
Zielonken zählte am 1. Dezember 1910 insgesamt 206 Einwohner. Im Jahre 1912 wurde das Dorf in „Seelonken“ umbenannt. 1933 belief sich die Einwohnerzahl von Seelonken auf 302.
Aufgrund der Bestimmungen des Versailler Vertrags stimmte die Bevölkerung im Abstimmungsgebiet Allenstein, zu dem Seelonken gehörte, am 11. Juli 1920 über die weitere staatliche Zugehörigkeit zu Ostpreußen (und damit zu Deutschland) oder den Anschluss an Polen ab. In Seelonken stimmten 186 Einwohner für den Verbleib bei Ostpreußen, auf Polen entfielen keine Stimmen.
Aus politisch-ideologischen Gründen der Abwehr fremdländisch erscheinender Ortsbezeichnungen wurde Seelonken am 3. Juni – amtlich bestätigt am 16. Juli – 1938 und wohl zurückgehend auf den Hochmeisternamen Ulrich von Jungingen in „Ulrichssee“ umbenannt. Die Einwohnerzahl belief sich 1939 auf 247.
In Kriegsfolge kam das Dorf 1945 mit dem gesamten südlichen Ostpreußen zu Polen und erhielt die polnische Namensform „Zielonka“. Heute ist es mit dem Sitz eines Schulzenamtes (polnisch Sołectwo) eine Ortschaft im Verbund der Landgemeinde Szczytno (Ortelsburg) im Powiat Szczycieński (Kreis Ortelsburg), bis 1998 der Woiwodschaft Olsztyn, seither der Woiwodschaft Ermland-Masuren zugeordnet.

## Kirche
Bis 1945 war Zielonken resp. Seelonken/Ulrichssee in die evangelische Kirche Ortelsburg in der Kirchenprovinz Ostpreußen der Kirche der Altpreußischen Union sowie in die römisch-katholische Kirche Ortelsburg im damaligen Bistum Ermland eingepfarrt. Heute gehört Zielonka weiterhin zur evangelischen Pfarrkirche Szczytno, jetzt der Diözese Masuren der Evangelisch-Augsburgischen Kirche in Polen zugehörig. Katholischerseits ist Zielonka jetzt nach Trelkowo im jetzigen Erzbistum Ermland eingegliedert.

## Schule
Die in der Zeit der Regierung Friedrich Wilhelms I. gegründete Schule in Zielonken erhielt in den Jahren 1910/11 einen Neubau.

## Verkehr
Zielonka liegt westlich der Landesstraße 58, die Olsztynek (Hohenstein) mit Szczuczyn (bereits in der Woiwodschaft Masowien gelegen) verbindet und über einen Abzweig nördlich von Szczytno direkt erreichbar ist. Außerdem führt vom Nachbarort Romany (Rohmanen) und der Woiwodschaftsstraße 600 eine direkte Straßenverbindung nach Zielonka. Eine Anbindung an den Bahnverkehr besteht nicht.